# آورو اویان
آورو اویان (به انگلیسی: Avro Avian) یک هواپیمای ساختِ کارخانهٔ آورو در کشور بریتانیا است که در سال ۱۹۲۶–۱۹۲۸ ساخته شد. این هواپیما در ۱۹۲۶ میلادی نخستین پرواز خود را انجام داد.